# Čemšenik
Čemšenik je naselje pod Čemšeniško planino v Občini Zagorje ob Savi.